# Lew Cody
Pour les articles homonymes, voir Cody, Louis Côté et Côté.
Lew Cody, né Louis Joseph Côté le 22 février 1884 à Berlin (New Hampshire) et mort le 31 mai 1934 à Beverly Hills (Californie), est un acteur américain ayant travaillé notamment dans des films muets.

## Filmographie partielle
- 1915 : Should a Wife Forgive? de Henry King
- 1916 : The Grinning Skull de George Nichols
- 1916 : The Oath of Hate de Henry King
- 1917 : The Bride's Silence de Henry King
- 1918 : Mickey de F. Richard Jones et James Young
- 1919 : Après la pluie, le beau temps (Don't change your Husband) de Cecil B. DeMille
- 1919 : La Ligne de vie (The Life Line) de Maurice Tourneur
- 1919 : Men, Women, and Money de George Melford
- 1920 : The Butterfly Man de Ida May Park
- 1922 : Le Mystère de la Vallée Blanche (The Valley of Silent Men) de Frank Borzage
- 1923 : Reno, la ville du divorce (Reno) de Rupert Hughes
- 1923 : À l'abri des lois (Within the Law) de Frank Lloyd
- 1923 : Le Roman d'une reine (Rupert of Hentzau) de Victor Heerman
- 1923 : La Gueuse (Lawful Larceny) de Allan Dwan
- 1924 : Hello, 'Frisco de Slim Summerville
- 1924 : Le Fatal Mirage (The Shooting of Dan McGrew) de Clarence G. Badger
- 1925 : Une femme sans mari (A Slave of Fashion) de Hobart Henley
- 1925 : Une femme très sport (The Sporting Venus) de Marshall Neilan
- 1926 : Monte Carlo de Christy Cabanne
- 1927 : Adam and Evil de Robert Z. Leonard
- 1929 : Le Martyr imaginaire (A Single Man)  de Harry Beaumont
- 1930 : Quelle veuve ! (What a Widow!) de Allan Dwan
- 1931 : Three Girls Lost de Sidney Lanfield
- 1931 : Pur-sang (Sporting Blood) de Charles Brabin
- 1931 : Agent X 27 (Dishonored), de Josef von Sternberg
- 1932 : 70,000 Witnesses de Ralph Murphy